# Szuzuki Zaion
Szuzuki Zaion (鈴木 彩艶; Hepburn: Zion Suzuki; Newark (New Jersey), Amerikai Egyesült Államok, 2002. augusztus 21. –) japán válogatott labdarúgó, jelenleg a Serie A-ban szereplő Parma játékosa. Posztját tekintve kapus.

## Gyermekkora
Szuzuki az USA-ban, az Newark, New Jersey városában született, bevándorló szülők gyermekeként; édesapja ghánai, még édesanyja japán származású. Kiskorát elsősorban a Japánban található Szaitama prefektúrában töltötte.

## Pályafutása

### Klubcsapatokban
Szuzuki profi karrierjét az Urava Red Diamondsban kezdte, mikor 16 évesen és 5 hónaposan aláírta első profi szerződését a japán klubbal, ezzel ő lett a történelem minden idők legfiatalabb játékosa aki professzionális szerződést kapott. A J1 Leagueben először 2021. májusában lépett pályára a Vegalta Sendai csapata ellen, debütálását és az azt követő két meccset is sikerült kapott gól nélkül lejátszania.
2023 júliusában a japán kapus neve felmerült az angol Manchester Unitednél mint potencionális új igazolás, köszönhetően a 2022-es szezonban nyújtott teljesítményének.

## A válogatottban
Szuzuki válogatott szinten Japánt képviseli. Pályára lépett már több korosztályos szinten is. 2022. július 19-én kapott először meghívót a felnőtt válogatott keretébe, ahol a 2022-es Kelet-ázsiai labdarúgó-bajnokságon Hongkong ellen mutatkozott be egy 6-0-ra megnyert mérkőzés alkalmával.

## Statisztika

### Klubcsapatokban
2025. január 5-i állapot szerint.
| Klub                      | Szezon           | Bajnokság          | Bajnokság | Bajnokság | Kupa  | Kupa  | Ligakupa | Ligakupa | Nemzetközi | Nemzetközi | Összes | Összes |
| Klub                      | Szezon           | Liga               | Mérk.     | Gólok     | Mérk. | Gólok | Mérk.    | Gólok    | Mérk.      | Gólok      | Mérk.  | Gólok  |
| ------------------------- | ---------------- | ------------------ | --------- | --------- | ----- | ----- | -------- | -------- | ---------- | ---------- | ------ | ------ |
| Urava Red Diamonds        | 2021             | J1 League          | 6         | 0         | 0     | 0     | 9        | 0        | 0          | 0          | 15     | 0      |
| Urava Red Diamonds        | 2022             | J1 League          | 2         | 0         | 0     | 0     | 2        | 0        | 4          | 0          | 8      | 0      |
| Urava Red Diamonds        | 2023             | J1 League          | 0         | 0         | 1     | 0     | 5        | 0        | 0          | 0          | 6      | 0      |
| Urava Red Diamonds        | Összesen         | Összesen           | 8         | 0         | 1     | 0     | 16       | 0        | 4          | 0          | 29     | 0      |
| Sint-Truiden (kölcsönben) | 2023–24          | Jupiler Pro League | 32        | 0         | 0     | 0     | —        | —        | —          | —          | 32     | 0      |
| Parma                     | 2024–25          | Serie A            | 18        | 0         | 0     | 0     | —        | —        | —          | —          | 18     | 0      |
| Karrier összesen          | Karrier összesen | Karrier összesen   | 58        | 0         | 1     | 0     | 16       | 0        | 4          | 0          | 79     | 0      |

Jegyzetek
1. ↑  Mérkőzése(i) az AFC-bajnokok ligájában

### A válogatottban
2025. február 16-i állapot szerint.
| Japán    | Japán | Japán |
| Év       | Mérk. | Gólok |
| -------- | ----- | ----- |
| 2022     | 1     | 0     |
| 2023     | 2     | 0     |
| 2024     | 14    | 0     |
| Összesen | 17    | 0     |

## Sikerei, díjai

### Klubcsapatokban
Urava Red Diamonds
- Császár Kupa-győztes: 2021
- Japán Szuperkupa-győztes: 2022
- AFC Bajnokok Ligája-győztes: 2022[9][10]

### A válogatottban
Japán
- Kelet-ázsiai labdarúgó-bajnokság győztese: 2022

### Egyéni
- Japán Profi Labdarúgók Szövetsége legjobb XI: 2023, 2024[11]

## Fordítás
Ez a szócikk részben vagy egészben  a   Zion Suzuki című angol Wikipédia-szócikk fordításán alapul.  Az eredeti cikk szerkesztőit annak laptörténete sorolja fel. Ez a jelzés csupán a megfogalmazás eredetét és a szerzői jogokat jelzi, nem szolgál a cikkben szereplő információk forrásmegjelöléseként.

## További információ(k)

#### Közösségi platformok
- Szuzuki Zaion az Instagramon
- Szuzuki Zaion a Twitteren

#### Egyéb weboldalak
- Szuzuki Zaion adatlapja a Transfermarkt oldalán (angolul)
- Szuzuki Zaion adatlapja a Soccerway oldalon (angolul)
- Szuzuki Zaion adatlapja a National Football Teams oldalán (angolul)
- Zion Suzuki pályafutásának statisztikái a Soccerbase oldalon (angolul)

- Szuzuki Zaion adatlapja a J.League oldalán (japánul)